# Jodhpur-Bikaner Railway
| Jodhpur-Bikaner Railway | Jodhpur-Bikaner Railway |
| ----------------------- | ----------------------- |
|                         |                         |
| Streckenlänge:          | 1921: 2142 km           |
| Spurweite:              | 1000 mm (Meterspur)     |
|                         |                         |

Die Jodhpur-Bikaner Railway (JBR) war die gemeinsame Eisenbahngesellschaft zweier indischer Fürstenstaaten im Nordwesten Britisch-Indiens. Sie hatte ihren Ursprung in der 1881 gegründeten Jodhpur Railway. Das erste Teilstück zwischen Marwar Junction und Pali wurde 1882 eröffnet. 1885 war die Strecke mit der Hauptstadt Jodhpur verbunden. 1887 entstand die Idee das Schienennetz des Fürstenstaates Jodhpur mit dem Fürstenstaat Bikaner zu verbinden. Im Juli 1889 vereinbarten die britische Regierung, der Maharadscha von Jodhpur und der Maharadscha von Bikaner den Bau eines gemeinsamen Eisenbahnnetzes in der Meterspurweite. Dieses Abkommen war insofern einzigartig, weil das erste Mal in der Geschichte Indiens zwei einheimische Herrscher beschlossen zusammenzuarbeiten und ein gemeinsames Unternehmen zu gründen. 1891 wurde die Strecke zwischen den beiden Hauptstädten Jodhpur und Bikaner eröffnet. Das Streckennetz wurde weiter ausgebaut und war 1915 bereits 1962 km lang.
Ende 1911 war die JBR im Besitz von 64 Dampflokomotiven, 324 Personenwagen und 1342 Güterwagen. 1919 verfügte die Gesellschaft über 105 Lokomotiven, 296 Personen- und 2217 Güterwagen.
1924 wurde die JBR in zwei eigenständige Gesellschaften, die Jodhpur State Railway und die Bikaner State Railway, aufgeteilt.